# Na'omi Ben Ami
Na'omi Ben Ami (hebrejsky נעמי בן עמי‎‎‎; * 1960 Černovice, Sovětský svaz) je izraelská diplomatka, která působila jako ředitelka organizace Liškat ha-kešer.

## Životopis
Narodila se v Černovicích a většinu dětství strávila v Kazachstánu, kde její rodiče pracovali. Rodina Ben Ami emigrovala do Izraele v roce 1973, když jí bylo 13 let. Rodina žila v Dimoně a později v Jeruzalémě. Ben Ami studovala na gymnáziu Rechavja a působila jako úřednice na centrálním velitelství. Vystudovala mezinárodní vztahy a sovětská studia na Hebrejské univerzitě v Jeruzalémě a začala také studovat magisterský obor ruská historie. Začala pracovat na Ministerstvu zahraničních věcí v roce 1986 jako studentka. Působila na několika diplomatických pozicích, mimo jiné v Lisabonu a Rize. Později působila jako politická poradkyně na izraelském velvyslanectví v Moskvě. V letech 2003 až 2006 působila jako izraelská velvyslankyně na Ukrajině, a to i během Oranžové revoluce.
Je vdaná za Udiho, s nímž se seznámila na Ministerstvu zahraničních věcí, a je matkou dvou dětí.